# HockeyAllsvenskan
Hockeyallsvenskan је друго по рангу квалитетно клупско професионално такмичење у хокеју на леду у Шведској. Највиши ранг такмичења шведског хокеја је СХЛ лига, а ово такмичење уједно представља и квалификационо за елитну националну лигу. Нижи ранг такмичења је Hockeyettan. Одржава се од 1982. године, а од сезоне 2009/10. у лиги се такмичи 14 клубова. 

## Историјат и систем такмичења
Друга лига Шведске у хокеју на леду званично је основана у сезони 1941/42. под именом Друга дивизија, а од сезоне 1957/58. била је подељена на осам група. Победници свих група потом би наступали у две квалификационе лиге (лига север и лига југ) чији победници би остварили промоцију у елитну лигу. Лига је у неколико наврата мењала формат и систем такмичења, а након оснивања професионалне елитне лиге 1975. друга лига добија нови назив и постаје Прва дивизија. Све до сезоне 1981/82. такмичења у другој лиги одржавала су се по турнирском принципу, након чега је такмичење добило класичан члигашки карактер по угледу на елитну лигу. 
Број тимова учесника лиге се кроз историју често мењао, а од сезоне 2009/10. у лиги се такмичи 14 екипа. 
Такмичење у лиги се одржава по лигашком четворокружном систему, а свака од екипа у лигашком делу такмичења одигра укупно по 52 утакмице (по 26 на домаћем и гостујућим теренима). Две најбоље пласиране екипе након лигашког дела сезоне обезбеђују директан пласман у квалификације (швед. Kvalserien) за попуну Прве лиге, а након доигравања продружују им се још две екипе из друге лиге (победници додатног плеј-офа у ком учествују екипе пласиране од 3. до 8. места) и две најслабије пласиране екипе из СХЛ-а. Две последње пласиране екипе играју додатне квалификације за опстанак у лиги са тимовима из треће лиге. 

## Учесници у лиги у сезони 2017/18.
| Екипа           | Оригинално име | Град        | Оснивање |
| --------------- | -------------- | ----------- | -------- |
| ХК АИК          |                | Стокхолм    | 1921.    |
| ХК Алмтуна      |                | Упсала      | 1932.    |
| ХК Бјерклевен   |                | Умео        | 1970.    |
| БИК Карлскога   |                | Карлскога   | 1943.    |
| ХК Лександ      |                | Лександ     | 1938.    |
| ХК МОДО         |                | Ерншелдсвик | 1921.    |
| ХК Оскарсхамн   |                | Оскарсхамн  | 1970.    |
| ХК Пантерн      |                | Малме       | 1959.    |
| ХК Седертеље    |                | Седертеље   | 1902.    |
| ХК Тимро        |                | Тимро       | 1938.    |
| Тингсрид АИФ    |                | Тингсрид    | 1923.    |
| ХК Троја/Јунгби |                | Јунгби      | 1948.    |
| ХК Вита Хестен  |                | Норћепинг   | 1996.    |
| ХК Вестервик    |                | Вестервик   | 1971.    |